# The Mars Volta
The Mars Volta is een Amerikaanse rockband uit El Paso, Texas, opgericht in 2001 door zanger Cedric Bixler Zavala en gitarist Omar Rodriguez Lopez.

## Bandleden
- Cedric Bixler Zavala - zang
- Omar Rodríguez-López - gitaar
- Linda-Philomène Tsoungui - drums
- Eva Gardner - basgitaar
- Leo Genovese - keyboards
- Marcel Rodríguez-López - percussie

## Geschiedenis
Aan het begin van het millennium staat de punkband At The Drive-In op het punt door te breken in de muziekwereld. Gitarist Omar Rodriguez Lopez en zanger Cedric Bixler Zavala besluiten echter met de band te stoppen en richten samen The Mars Volta op met de bedoeling om vernieuwende punk/rock muziek te maken waarbij alles mogelijk zou zijn.
Rodriguez en Bixler zochten mede-muzikanten en vonden in keyboardspeler Ikey Owens, drummer Jon Theodore en Jeremy Ward, die de samples en off-stage effecten moest verzorgen, hun eerste line-up voor de band. Met deze band-samenstelling brengen ze hun eerste ep Tremulant uit op hun eigen label. Naar aanleiding hiervan krijgen ze een platencontract bij Universal en mogen ze een plaat maken met producer Rick Rubin (onder andere bekend van Red Hot Chili Peppers, Slayer en Aerosmith).

## De-loused in the Comatorium
In 2003 komt het resultaat van hun inspanningen in de winkels: De-Loused In The Comatorium. Het album geeft de psychedelische drugstrip van een comateuze zelfmoordenaar weer en de muziek wordt gekenmerkt door de vernieuwende combinaties van ritmes en melodieën. Op dit album nemen bassist Flea en gitarist John Frusciante van Red Hot Chili Peppers enkele nummers voor hun rekening.
De goede relatie van de band met Red Hot Chili Peppers vertaalt zich in een gezamenlijke tournee. Het succes van de nieuwe plaat en tour wordt echter overschaduwd door de dood van bandlid Jeremy Ward (samples) in mei 2003.

## Frances the Mute
In februari 2005 verscheen het tweede studioalbum van de band; Frances The Mute. Dit album beeldt de zoektocht van een geadopteerd kind naar zijn moeder uit, een thema dat rechtstreeks ontleend is aan het leven van overleden bandlid Jeremy Ward. Het album verwijst naar talloze verhalen uit de Griekse mythologie, de Bijbel, Shakespeare en het (Spaanse) katholicisme.

## Amputechture
Amputechture, in Europa uitgebracht op 8 september 2006, is het eerste album van The Mars Volta dat geen conceptalbum is: hoewel het thema "amputatie" wordt uitgediept, is er geen onderliggende verhaallijn. Dit is ook het laatste album waarop drummer Jon Theodore te horen is.

## The Bedlam In Goliath
Op vrijdag 25 januari 2008 is het album The Bedlam In Goliath uitgekomen. Van dit album is op 3 december 2007 de eerste single genaamd "Wax Simulacra" uitgebracht. Net als hun eerste albums is ook The Bedlam In Goliath een conceptalbum. Centraal op het album staan de thema's liefde, moord, een bezeten ‘spirit board’ en een geest genaamd Goliath.
Voor de single "Wax Simulacra" won de band op 8 februari 2009 een Grammy in de categorie 'best hard rock performance'.

## Octahedron
Eind maart 2009 kwam de geruchtenstroom over een nieuw album weer sterk op gang, omdat enkele betrouwbare bronnen meldden dat het nieuwe album de titel Octahedron zou gaan krijgen en uitgebracht zou worden op 19 juni. Later kwamen Amazon.com en HMV met meer details over het nieuwe album, waaronder een tracklist. Een paar dagen daarna werd dit nieuws ook officieel bekendgemaakt. De eerste single van dit album dat is uitgegeven in Europa heet "Cotopaxi" en werd op 22 april 2009 afgespeeld op BBC Radio. In Noord-Amerika was de eerste single "Since We've Been Wrong".

## Noctourniquet
Kort nadat The Mars Volta Octahedron had ingeblikt was Omar al aan hun zesde langspeler begonnen. Omdat Cedric-Brixler meer tijd nodig had, werd de release en verdere opnames van het album opgeschoven zodat er uiteindelijk toch meer dan twee jaar tussen de release van Octahedron en Noctourniquet zit. De cd lag vanaf 23 maart 2012 in de winkels. Hun eerste single "The Malkin Jewel" werd midden februari de wereld ingestuurd.

## Discografie

### Albums
| Album met eventuele hitnotering(en) in de Nederlandse Album Top 100 | Datum van verschijnen | Datum van binnenkomst | Hoogste positie | Aantal weken | Opmerkingen                              |
| ------------------------------------------------------------------- | --------------------- | --------------------- | --------------- | ------------ | ---------------------------------------- |
| Tremulant                                                           | 02-04-2002            | -                     |                 |              | ep                                       |
| Live                                                                | 2003                  | -                     |                 |              | Live ep                                  |
| De-loused in the comatorium                                         | 24-06-2003            | 12-07-2003            | 74              | 5            |                                          |
| Frances the mute                                                    | 20-02-2005            | 26-02-2005            | 34              | 4            |                                          |
| A missing chromosome                                                | 07-2005               | -                     |                 |              | Verzamelalbum met onuitgebrachte nummers |
| Scabdates                                                           | 08-11-2005            | -                     |                 |              | Livealbum                                |
| Amputechture                                                        | 08-09-2006            | 19-06-2006            | 54              | 2            |                                          |
| The bedlam in Goliath                                               | 25-01-2008            | 02-02-2008            | 42              | 4            |                                          |
| Octahedron                                                          | 19-06-2009            | -                     |                 |              |                                          |
| Noctourniquet                                                       | 23-03-2012            | 31-03-2012            | 61              | 1            |                                          |

| Album met hitnotering(en) in de Vlaamse Ultratop 200 albums | Datum van verschijnen | Datum van binnenkomst | Hoogste positie | Aantal weken | Opmerkingen |
| ----------------------------------------------------------- | --------------------- | --------------------- | --------------- | ------------ | ----------- |
| Frances the mute                                            | 2005                  | 26-02-2005            | 13              | 10           |             |
| Amputechture                                                | 2006                  | 16-09-2006            | 39              | 5            |             |
| The bedlam in Goliath                                       | 2008                  | 02-02-2008            | 35              | 4            |             |
| Octahedron                                                  | 2009                  | 04-07-2009            | 78              | 2            |             |
| Noctourniquet                                               | 2012                  | 07-04-2012            | 90              | 1            |             |

### Singles
| Single met eventuele hitnotering(en) in de Nederlandse Top 40 | Datum van verschijnen | Datum van binnenkomst | Hoogste positie | Aantal weken | Opmerkingen |
| ------------------------------------------------------------- | --------------------- | --------------------- | --------------- | ------------ | ----------- |
| Inertiatic ESP                                                | 2003                  | -                     |                 |              |             |
| Televators                                                    | 2004                  | -                     |                 |              |             |
| The widow                                                     | 2005                  | -                     |                 |              |             |
| L'via l'viaquez                                               | 2005                  | -                     |                 |              |             |
| Viscera eyes                                                  | 2006                  | -                     |                 |              |             |
| Wax simulacra / Pulled to bits                                | 2007                  | -                     |                 |              |             |